# Maryam Khanom
Pour les articles homonymes, voir Khanum.
Maryam ou Mariam Khanom (fl.  1789-1809) est l'épouse d'Agha Mohammad Chah puis, après sa mort en 1797, la trente-neuvième épouse de Fath-Ali Chah Qadjar, respectivement premier et second chah de la dynastie Kadjar. 
Mariam est d'ascendance juive et originaire du Mazandéran. À la mort de son premier mari, le chah eunuque Agha Mohammad, c'est son neveu Fath-Ali qui lui succède. Elle est encore d'une très grande beauté, et Khosaynqoli Khan Sardar-e Iravani, frère Fath-Ali, veut l'épouser. Mais le nouveau chah le lui interdit, ce qui causera une inimitié entre eux.